# Sladan (naturreservat)
Sladan är ett naturreservat i Umeå kommun i Västerbottens län.
Området är naturskyddat sedan 2010 och är 628 hektar stort. Reservatet omfattar halvön Laduskäret med omgivande hav, öar och kobbar. Reservatet består av hav, öar, skär, stränder, skogar, myrar och tjärnar.